# Microcreagris abnormis
Espèce
Microcreagris abnormis est une espèce de pseudoscorpions de la famille des Neobisiidae.

## Distribution
Cette espèce est endémique d'Uttarakhand en Inde. Elle se rencontre vers Almora.

## Publication originale
- Turk, 1946 : On two new false scorpions of the genera Tridenchthonius and Microcreagris. Annals and Magazine of Natural History, sér. 11, vol. 13, no 97, p. 64-70.